# Rue Kepler
Ne doit pas être confondu avec Rue Keller.
La rue Kepler est une voie du 16e arrondissement de Paris, en France.

## Situation et accès
Elle est située dans le quartier où ont été groupés des noms d'astronomes.

## Origine du nom

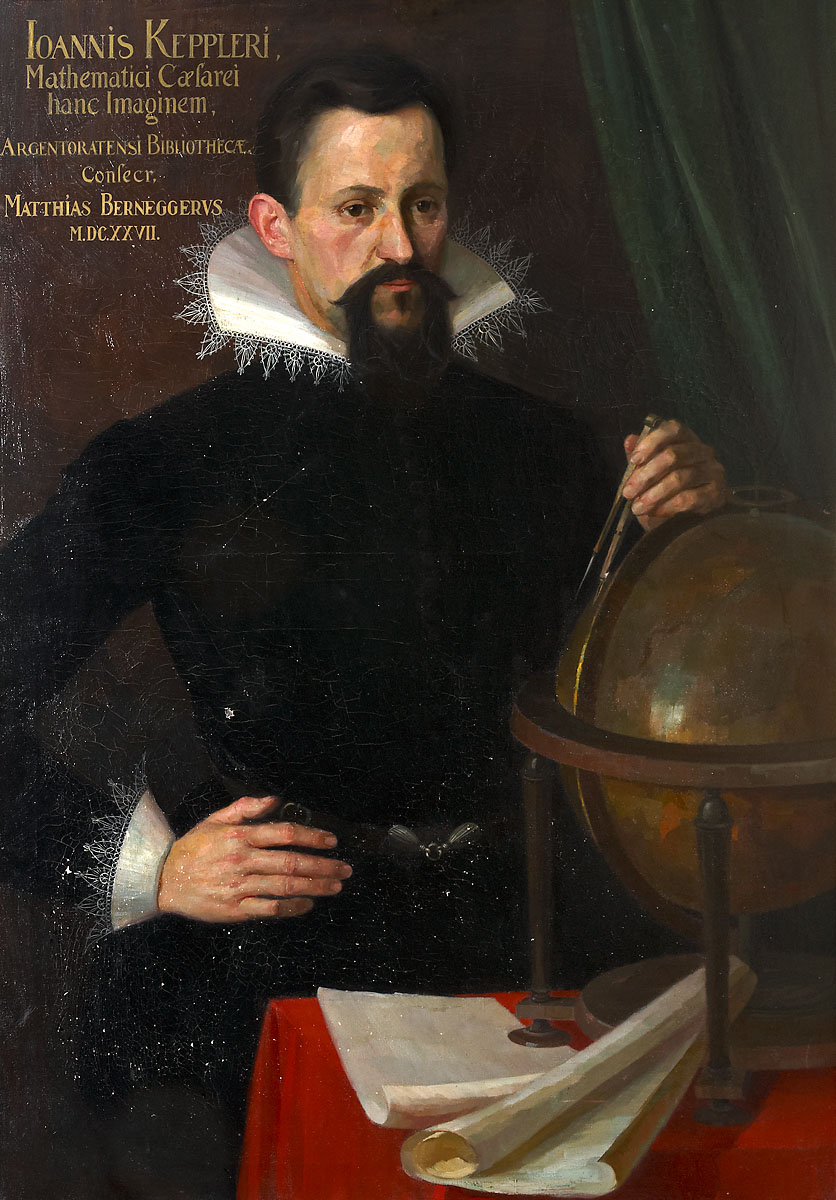
Johannes Kepler.

Elle est nommée en l'honneur de l'astronome allemand Johannes Kepler (1571-1630) qui a découvert les lois du mouvement des planètes autour du Soleil appelées lois de Kepler.

## Historique
Cette rue qui a été tracée en 1792 aboutissait à cette époque rue de Chaillot sous le nom de « rue Hébert », du nom d'un de ses habitants.
Elle devint ensuite la « rue Sainte-Périne » puis « ruelle Sainte-Geneviève » et « rue Sainte-Geneviève » en raison du voisinage de la maison Sainte-Périne appelée autrefois maison Sainte-Geneviève.
Par décret du 24 août 1864, elle est dénommée « rue Keppler » (avec 2 p) avant de prendre le nom de « rue Kepler » (avec 1 p) par un arrêté municipal du 29 juillet 1997.

## Bâtiments remarquables et lieux de mémoire
- No 9 : cet hôtel particulier est l'ancien siège du Haut Commissariat des Nations unies pour les réfugiés à Paris et, depuis 2013, les lieux sont ensuite occupés par l'ambassade du Soudan du Sud en France.
- No 18 : consulat de Libye en France.

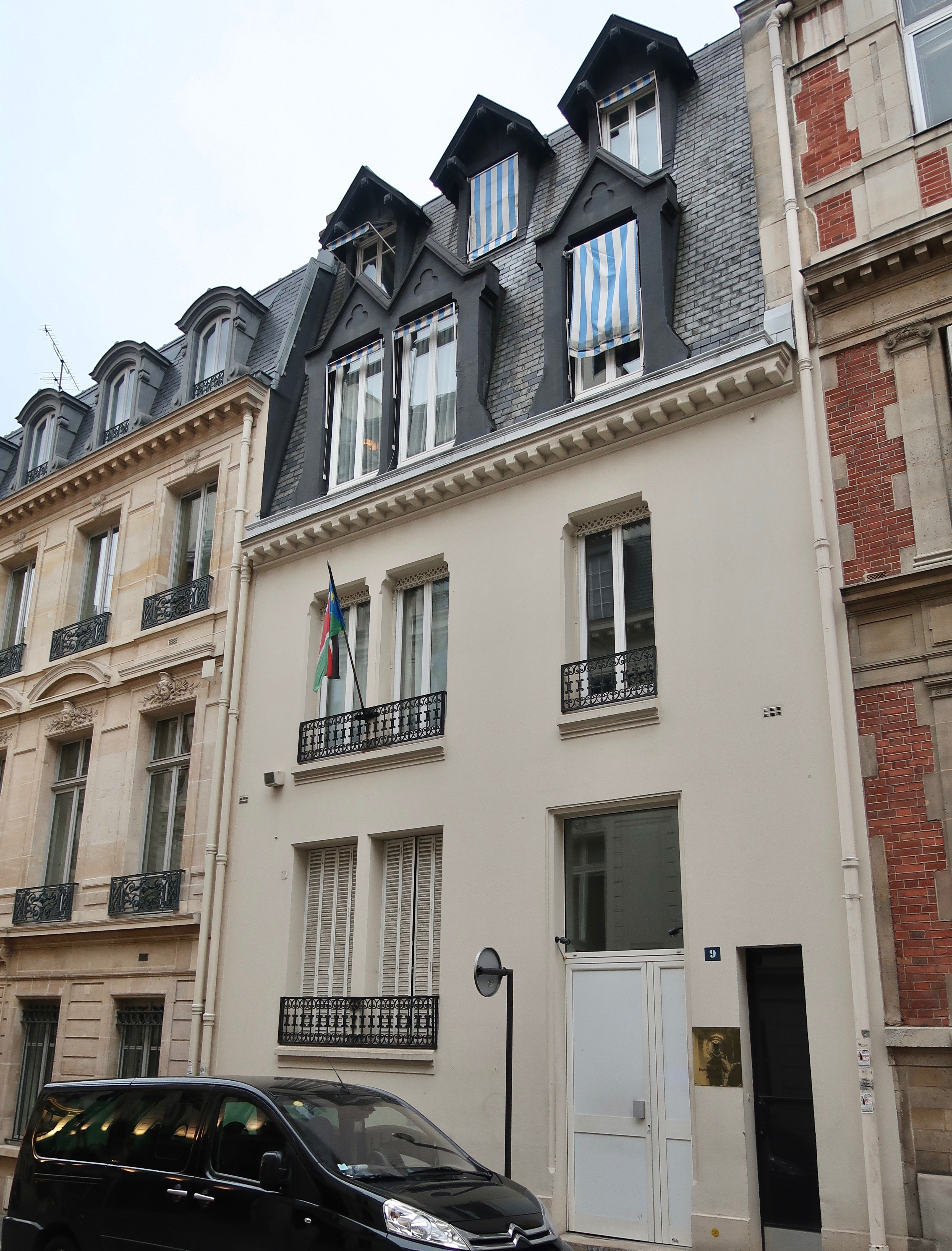
No 9.
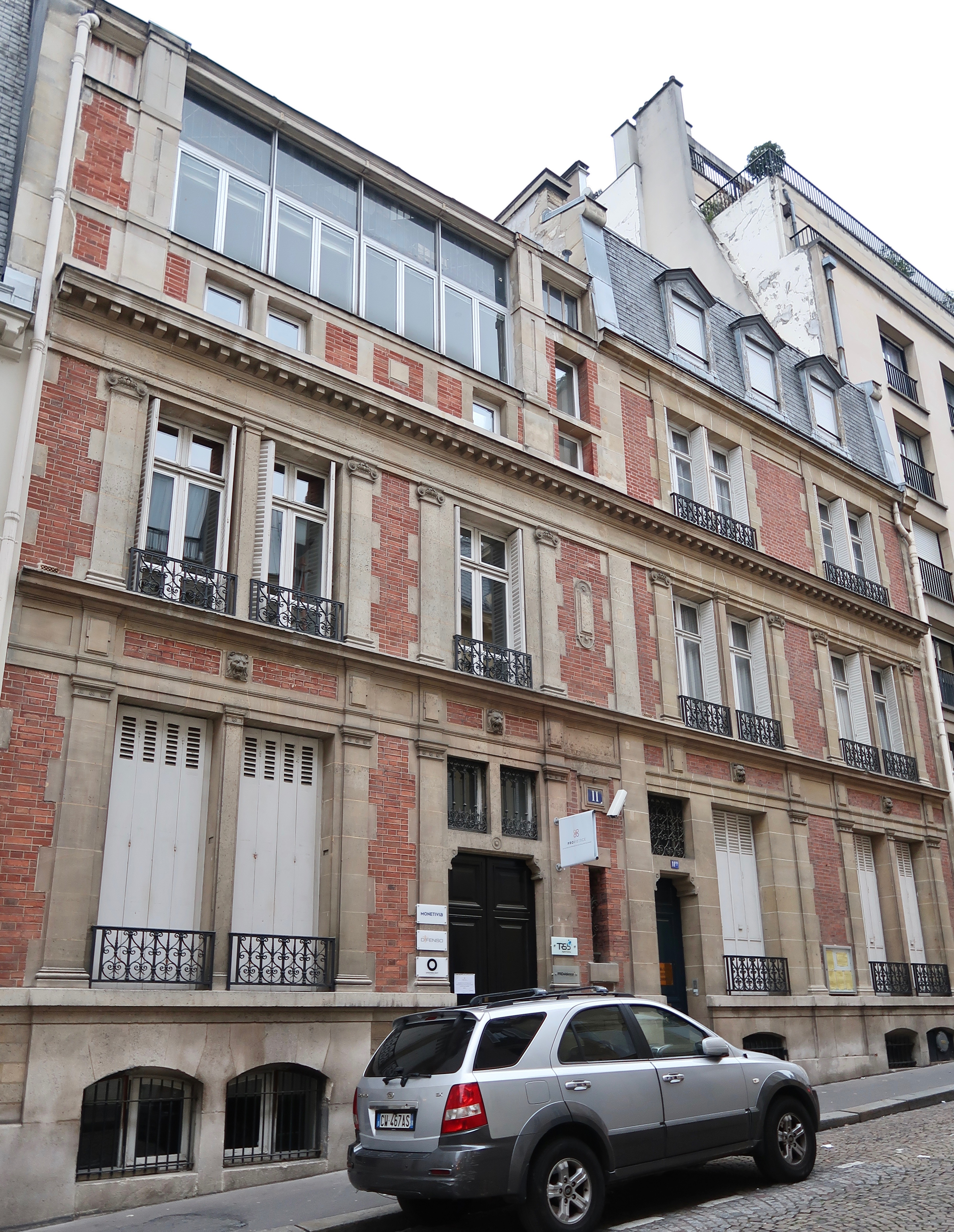
No 11.
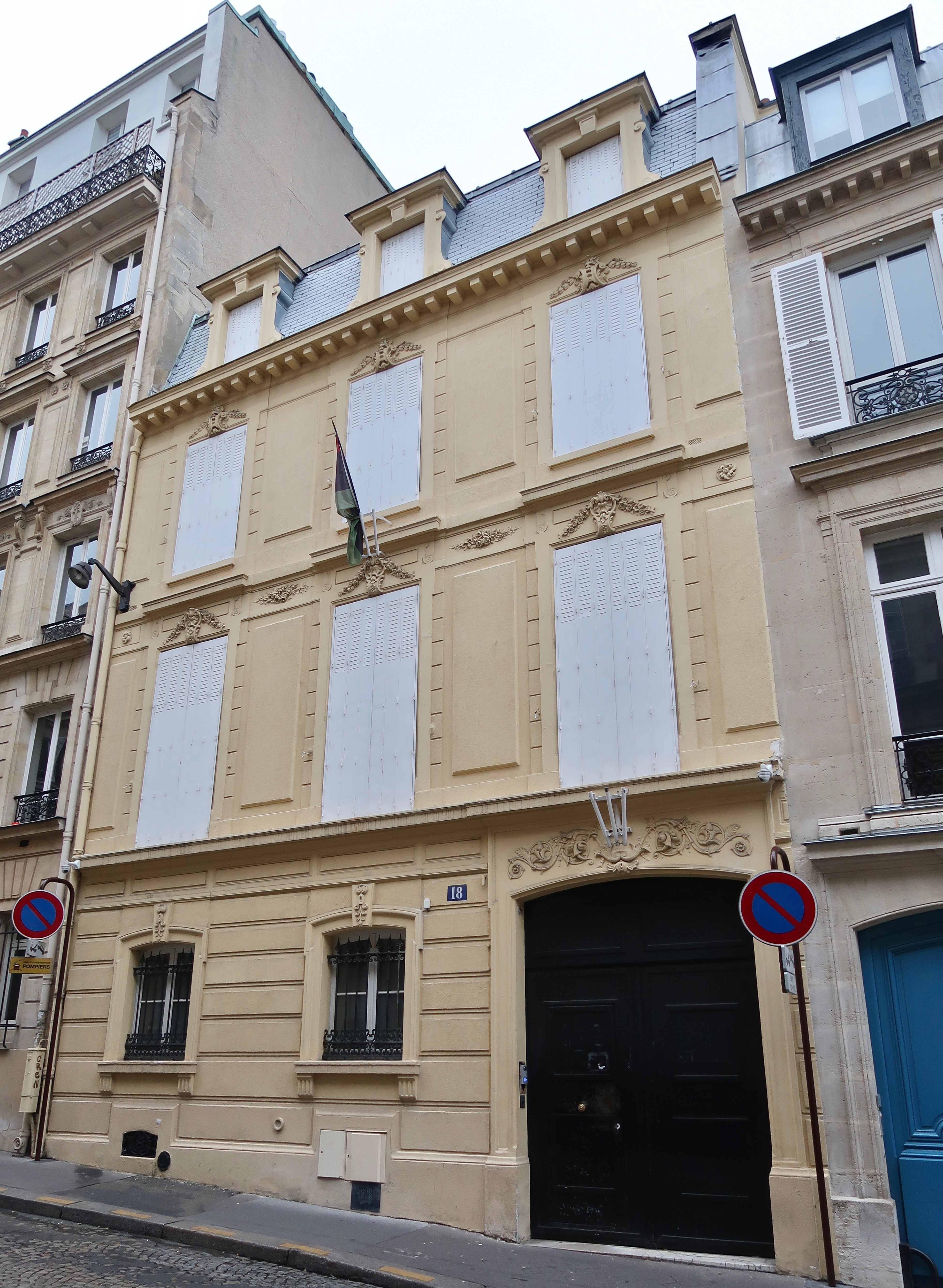
No 18.